# Retikulohistiozytäres System
Das retikulohistiozytäre System (RHS), früher auch retikuloendotheliales System (RES), ist die Gesamtheit aller Zellen des retikulären Bindegewebes, einschließlich derer, die zu Phagozytose und Speicherung von Stoffen oder Partikeln befähigt sind (RHS-Zellen). Diese dienen als Teil des Immunsystems der Abwehr und Beseitigung von Abfall- und Fremdpartikeln sowie Krankheitserregern. Als antigenpräsentierende Zellen übernehmen diese Zellen auch Funktionen in der spezifischen Abwehr.
Das RHS besteht aus den Retikulumzellen, Fibrozyten, Endothelzellen sowie den Histiozyten. Diese sind in das retikuläre Bindegewebe eingewanderte und dort umherwandernde Makrophagen. 
Das RHS und das RES sind Systeme, in denen die phagozytierenden Zellen des Organismus zusammengefasst werden, die zur zellulären Immunabwehr gehören. Der moderne Begriff retikuloendotheliales System wurde 1913 von Ludwig Aschoff aufgestellt und 1924 vorgeschlagen, RHS von Volterra und später von Thomas. Das mononukleäre Phagozytensystem (MPS) ist die jüngste Gliederung, die in den 1970er-Jahren von einer Gruppe von Pathologen entworfen wurde. Jedes der Systeme setzt bestimmte Schwerpunkte und schließt bestimmte Zellen ein oder aus. Granulozyten werden von keinem der Systeme eingeschlossen.

## Das retikuloendotheliale System (RES)
Aschoff gliederte die Zellen nach aufsteigender phagozytotischer Aktivität:
1. Endothelzellen
2. Fibrozyten
3. Retikuläre Zellen der Milz und Lymphknoten
4. Retikuloendotheliale Zellen der Lymph- und Blutgefäße: Uferzellen einschließlich der von Kupfferschen Sternzellen
5. Histiozyten
6. Splenozyten (Milzzellen) und Monozyten

Das RES im engeren Sinne umfasst 3. und 4., das RES im weiteren Sinne umfasst 3. bis 6.

## Das Mononukleäre Phagozytensystem (MPS)
Das MPS umfasst die Zellen der Entwicklungsreihe: 
1. Vorläuferzelle (Knochenmark)
2. Promonozyt (Knochenmark)
3. Monozyt (Knochenmark und Blut)
4. Makrophage (Gewebe)

Des Weiteren rechnet Van Furth Osteoklasten, Mikroglia sowie Riesenzellen und Epitheloidzellen zum MPS. Ausgeschlossen werden Retikulumzellen, dendritische Zellen sowie Endothelzellen und Fibroblasten.